# Warhammer 40,000: Gladius – Relics of War
Warhammer 40,000: Gladius — Relics of War (с англ. — «Боевой молот 40,000: Гладиус - Реликвии войны») — компьютерная игра, в жанре 4X пошаговой стратегии, разработчик студия Proxy Studios, издатель Slitherine Ltd. Сюжет и механика игры основаны на настольном варгейме Warhammer 40,000 студии Games Workshop. Игра вышла 12 июля 2018 года.

## Сюжет
Планета Гладиус Прайм была присоединена к Империуму Человечества из-за выгодного стратегического положения и богатых залежей природных ресурсов, позже археологи начали активно изучать местные реликвии. Однако расположенное на планете отделение космодесантников из ордена Ультрамаринов не смогло сдержать вторжение орков, на призыв о помощи отозвались подразделения имперской гвардии (официальное название — Астра Милитарум). Но после их высадки начался варп-шторм, пробудивший пребывавших в планетарных гробницах 60 млн лет в состоянии сна некронов. На фоне происходящего на свободе оказались особи тиранидов, изучавшиеся в секретных лабораториях Адептус Механикус с целью разработки оружия для борьбы с этой расой. После падения Кадии и начала Великого Разлома, в отдалённый мир-улей Гладиус Прайм прибыли космодесантники Хаоса. В районе планеты оказался единственный выживший после попадания в варп колонизационный корабль империи Тау из четвёртой волны сферического расширения. На планету прибывают эльдары миров-кораблей, ибо с ней связано будущее их расы.

## Игровой процесс
В основу игрового баланса положена 7-я редакция правил для настольного Warhammer 40,000.
Фракции имеет собственную сюжетную линию, дерево технологий и юнитов, и существенно отличаются друг от друга по стилю игры (так, Космодесант может возводить укрепления по всей карте, а боевые характеристики и мораль орков напрямую зависят от уровня «Вааагх»). Каждая фракции имеет три или четыре класса героев, которые по ходу игры с получением опыта за выполнение квестов усиливают имеющиеся способности, а также могут получить дополнительное снаряжение.
Во время боя отряды могут прикрывать друг друга, отступать, вовремя перехватывать ходы и атаки подразделений противника. При этом подразделения имеют свои особенности, бонусы и штрафы, существенную роль играет тип местности. В игре также существуют «заставы» — специальные клетки на игровой карте, за захват которых отряды помимо материального бонуса получают усиление к параметрам защиты и атаки. Также на карте можно найти особые артефакты, активация которых дают различные бонусы ко всей армии.
В ходе каждой игры генерируется регион планеты с различным климатом (умеренный, джунгли, арктический, пустынный, вулканический). Сама карта поделена на гексагональные клетки, на которых возможно строить города, передвигать войска и вести бои.
Несмотря на жанр 4X-пошаговой стратегии, в игре согласно канону Warhammer 40,000 отсутствует дипломатия, а торговые отношения сведены к минимуму. Игроку предстоит бороться и с враждебным миром самой планеты, представленным нейтральными отрядами местной фауны и отдельными юнитами иных рас (крууты, сектанты Хаоса, культисты генокрадов). Технологическое развитие представлено в виде доступных к изучению десяти уровней технологий, открывающих доступ к новым зданиям, юнитам и их улучшениям, героям и указам. Технологическое древо уникально для каждой фракции. Основными ресурсами в игре являются пища, руда, очки исследования и влияния, при этом у некоторых фракций имеются уникальные ресурсы, заменяющие основные.
Победы в игре можно добиться двумя путями:
1. Уничтожением всех соперников.
2. Выполнением линии сюжетных квестов.

## Играбельные фракции
В базовой версии игры игроку доступны следующие фракции:
- Астра Милитарум. Иное название фракции — Имперская Гвардия. Доступные герои: Лорд комиссар, Псайкер примарис, Танковый командующий.
- Космический Десант. Иное название фракции — Адептус Астартес. В игре космодесант представлен Орденом Ультрамаринов (Библиарий, Капеллан, Капитан).
- Некроны (Криптек, Лорд, Лорд-уничтожитель).
- Орки (Варбосс, Вирдбой, Пэйнбой).

В DLC к игре были добавлены новые фракции (далее перечислены в порядке выхода DLC):
- Тираниды. В игре представлены Флотом-ульем Кракен[5]. Доступные герои: Тервигон, Тиранид-прайм, Тиран улья.
- Космический Десант Хаоса. Доступные герои: Варповый кузнец, Демон-принц, Лорд Хаоса, Магистр одержимости).
- Империя Тау (Кадровый огненный клинок, Командующий, Эфирный).
- Эльдары миров-кораблей (Аутарх, Бегущий провидец, Духовидец).
- Адептус Механикус (Маршал скитариев, Техножрец Доминус, Техножрец Манипулус).
- Адепта Сороритас (Диалогус, Канонисса, Святая Целестина).
- Тёмные эльдары (Архонт, Гомункул, Суккуб)

## Разработка
| Системные требования     | Системные требования                                                                           | Системные требования                                                                           |
| ------------------------ | ---------------------------------------------------------------------------------------------- | ---------------------------------------------------------------------------------------------- |
|                          | Минимальные                                                                                    | Рекомендуемые                                                                                  |
| Microsoft Windows, Linux |                                                                                                |                                                                                                |
| ОС                       | Windows 7 / 8 / 10 (64-bit)                                                                    | Windows 7 / 8 / 10 (64-bit)                                                                    |
| ЦПУ                      | Intel Core i3                                                                                  | Intel Core i5                                                                                  |
| Объём ОЗУ                | 4.0 ГБ                                                                                         | 8.0 ГБ                                                                                         |
| Место на диске           | 2/4 ГБ                                                                                         | 2/4 ГБ                                                                                         |
| Видеокарта               | OpenGL 3.3 совместимая с 1 GB VRAM (NVIDIA GeForce GTS 450 (1 GB) / AMD Radeon HD 5750 (1 GB)) | OpenGL 3.3 совместимая с 3 GB VRAM (NVIDIA GeForce GTX 660 (3 GB) / AMD Radeon R9 270X (4 GB)) |
| Устройства ввода         | клавиатура, компьютерная мышь                                                                  | клавиатура, компьютерная мышь                                                                  |

В конце ноября 2017 года разработчики представили трейлер игры, 1 декабря на Twitch.tv состоялся прямой эфир с издателем Slitherine Ltd.
Первоначально планировалось выпустить игру во 2-м квартале 2018 года, в итоге на платформе Microsoft Windows релиз состоялся 12 июля.

### Дополнения
17 октября 2018 года вышло первое DLC — The Reinforcement Pack, добавляющий по одному отряду для всех фракций: бессмертные (некроны), танк Лэнд Рейдер (космодесант), отпрыски Темпестус (Имперская Гвардия), Флэш Гитц (орки) и гибриды-неофиты (нейтрал).
Первыми самостоятельными DLC стали «Lord of Sculls» (приносящее новый нейтральный юнит — хаоситского Демона Черепов), игровые обои и созданный Дэном Бевиком саундтрек из 12 композиций. Позже все три вышеуказанных дополнения вошли в делюксовое издание игры, вышедшее 9 августа 2018 года.
12 декабря 2018 года разработчики сообщили о выпуске 15 января 2019 года второго DLC, добавляющего игровую фракцию Тиранидов.
16 мая 2019 года стало известно о выходе 18 июля третьего DLC, добавляющего фракцию космических десантников Хаоса.
16 октября 2019 года вышло четвёртое DLC « Fortification Pack», добавившее каждой фракции по одному оборонительному юниту: биг-меки (орки), биоворы (тираниды), корона Ноктилита (Космодесант Хаоса), макропушка Аквила (Космодесант), пилон Гаусса (некроны) и пустотный щит (Имперская Гвардия).
25 февраля 2020 года вышло пятое дополнение, добавляющее в игру фракцию Тау.
28 мая 2020 года вышло дополнение «Assault Pack», добавляющее новые юниты: Химера (Имперская гвардия), Иеродул-Жнец (Тираниды), Орудийная башня (Тау), Байкер (Орки), Освежеванные (Некроны), Лэндрейдер Хаоса (Космодесант Хаоса), Секач (Космодесант)..
12 сентября 2020 года вышло шестое дополнение The Craftworld Aeldari, добавляющее в игру фракцию Эльдар.
3 июня 2021 года в рамках Warhammer Skulls Festival вышло седьмое дополнение «the Specialist Pack», добавляющее новые юниты: Рэтлинги (Имперская гвардия), Тёмные последователи (Хаос), Варлоки (Эльдар), Каноптековые призраки (Некроны), Килл Бурста (Орки), Центурионы опустошители (Космодесант), Наездники на крутоксах (Тау) и Веномтропы (Тираниды), а также артефакт Dimensional Key.
13 декабря 2022 года вышло дополнение Adepta Sororitas, добавляющее в игру фракцию Сестёр Битвы.
На 30 ноября был запланирован выход DLC Drukhari, вводящее фракцию Тёмных Эльдар.
23 мая 2024 года вышло дополнение Demolition Pack, добавляющее новые юниты: Батарея полевой артиллерии (Имперская гвардия), Сидонские драгуны (Адептус Механикус), Малецептор (Тираниды), Команда Нарушителей (Тау), Бёрнабой (Орки), Разрушители-Скорпехи (Некроны), Терминаторы Хаоса (Космодесант Хаоса), Штурмовое отделение терминаторов (Космодесант), Арко-флагеллянты (Сёстры Битвы), Призрачный Лорд (Эльдары), Талос (Тёмные Эльдары).

## Отзывы
Рейтинг игры на агрегаторе рецензий Metacritic составлял 71 балл из 100 возможных на основании 23 рецензий.
Обозреватель IGN Ти Джей оценил игру на 7,9 балла из 10 возможных. Хотя он и назвал её одной из лучших на основе Warhammer 40,000 за последние годы, но по его мнению она уступала представляющим жанра 4-Х-играм Civilization VI и Endless Legend.
Журналист PC Gamer Том Сениор в своём обзоре дал игре 61 балл из 100 возможных. Из плюсов игры он отметил продуманный интерфейс, к недостаткам были причислены простота игрового процесса, слабый искусственный интеллект и отсутствие соответствующего вселенной Warhammer 40,000 масштаба
Рецензент российского издания Riot Pixels Олег Зайцев дал игре 59 %. Из негативных сторон он отметил аскетичность графики и звукового оформления, а также боевую систему (которая по зрелищности и сложности уступала Warhammer 40,000: Armageddon или Warhammer 40,000: Sanctus Reach).
Журналист российского игрового сайта StopGame Кирилл Волошин дал игре оценку «похвально». Из плюсов были названы увлекательный игровой процесс, серьёзные различия игровых фракций, саундтрек и графика, недостатками были названы малое число фракций, упрощённые механизмы строительства и экономики, а также запутанный интерфейс города.
Обозреватель украинского интернет-издания «ITC» Олег Данилов оценил игру на 4 балла из 5 возможных. Положительными сторонами игры он посчитал игровой процесс, отрицательными — небольшой выбор фракций и слабую роль невоенной составляющей.